# سیارک ۸۴

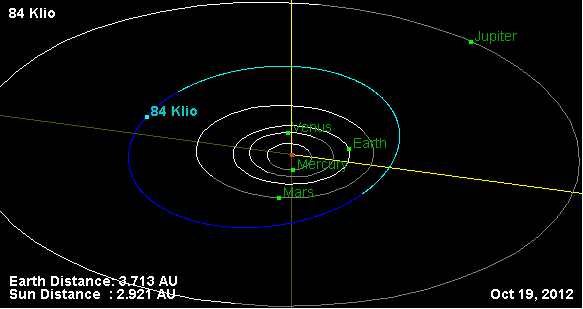
نمایی از محل قرارگیری سیارک ۸۴ در مدار – ۲۰۱۲

سیارک ۸۴ (به انگلیسی: 84 Klio) هشتاد و چهارمین سیارک کشف شده‌است که در ۲۵ اوت ۱۸۶۵ و در دوسلدورف کشف شد.
قدر مطلق سیارک برابر ۹٫۳۲ است.